# Лук Макалистер
Лук Макалистер (енгл. Luke McAlister; 28. август 1983) професионални је новозеландски рагбиста, који тренутно игра за четвороструког шампиона Европе, француски Стад Тулуз. Његов отац је професионално играо рагби 13, а његова сестра игра женски рагби 7. Док је његов отац Чарли играо професионално рагби 13 у Енглеској, Лук је тренирао као дечак фудбал у Манчестер јунајтеду, али није прошао у овом спорту. У првој лиги Новог Зеланда, Лук је играо за Норт Харбор, а у супер рагбију за Блузсе. За ол блексе је дебитовао против британских и лавова 2005. Био је део селекције Новог Зеланда на светском првенству 2007. Играо је на свих пет утакмица. После овог највећег рагби такмичења одржаног у Француској, потписао је за Сејл шарксе, а одбио је понуду ирског гиганта Манстера. После две године у Сејлу, једну сезону је провео на Новом Зеланду, а онда је потписао за Тулуз. Са Тулузом је освојио титулу првака Француске, постигавши све поене у финалу у сезони 2011-2012. За Ол блексе је укупно одиграо само 30 тест мечева, јер је на позицији отварача, био по многима најбољи бек (играч линије) свих времена Ден Картер. 